# دوروثي اتكينسون
دوروثي اتكينسون (بالإنجليزية: Dorothy Atkinson)‏ هي ممثلة بريطانية، ولدت في 1966 في المملكة المتحدة.

## أعمال

### أفلام
- (2014) السيد تيرنر[5][6]

## وصلات خارجية
- دوروثي اتكينسون على موقع IMDb (الإنجليزية)
- دوروثي اتكينسون على موقع ألو سيني (الفرنسية)
- دوروثي اتكينسون على موقع أول موفي (الإنجليزية)
- دوروثي اتكينسون على موقع قاعدة بيانات برودواي على الإنترنت (الإنجليزية)
- دوروثي اتكينسون على موقع قاعدة بيانات الفيلم (الإنجليزية)
- دوروثي اتكينسون على موقع كينوبويسك (الروسية)